# Funicolare di Montesanto
La funicolare di Montesanto è uno dei tre impianti di funicolare che collega il Vomero con la parte bassa della città di Napoli. In particolare il suo percorso unisce la parte alta della collina - ovvero la zona del Castel Sant'Elmo e dell'adiacente museo di San Martino - con il rione di Montesanto nel centro storico, nelle vicinanze di piazza Dante.

## Storia

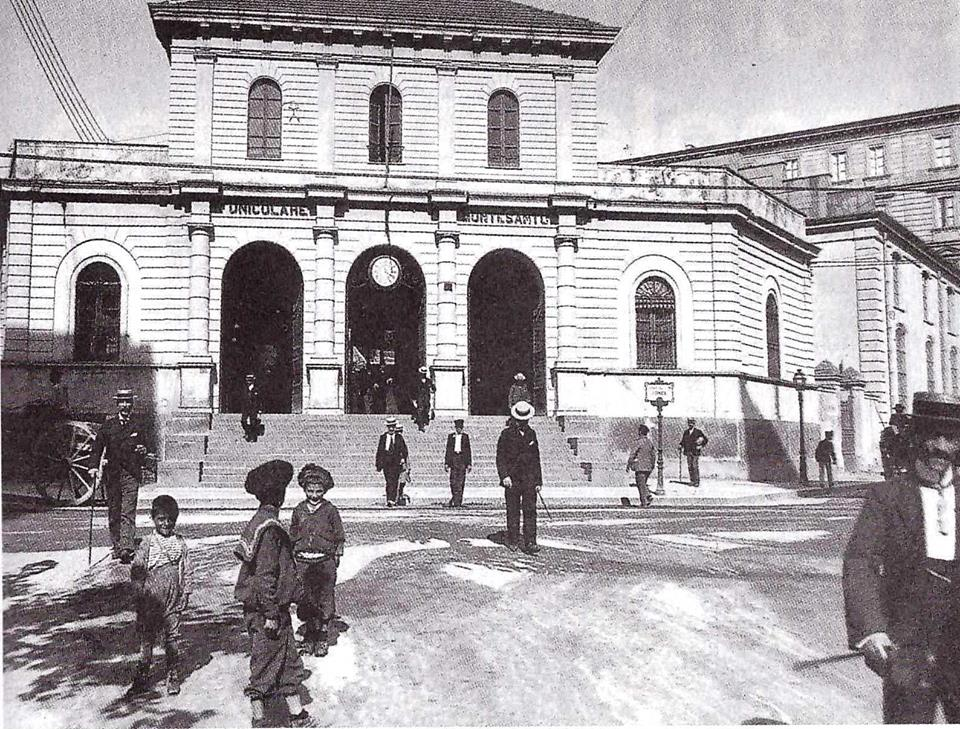
La stazione superiore all'inizio del Novecento

La funicolare fu messa in esercizio nel 1891 dopo quella di Chiaia.
Negli anni ottanta venne sottoposta a lavori di rifacimento e nel 2008 è stato completato il restauro della stazione a valle su disegno dell'architetto Silvio D'Ascia, tutt'uno con il capolinea delle linee Cumana e Circumflegrea; è previsto anche un possibile collegamento interno con la stazione Montesanto della linea 2, poco distante.
Il 1º febbraio 2001 la gestione della funicolare passò a Metronapoli SpA, per poi ritornare all'ANM nel 2013.
Il 29 dicembre 2023, con la pubblicazione di una Determinazione Dirigenziale dell'Area Infrastrutture di Trasporti, il Comune di Napoli ha reso noto l'aggiudicazione dei lavori per la realizzazione della nuova stazione intermedia denominata “Sant'Elmo” in via Tito Angelini, stazione intermedia attesa da 130 anni.

## Caratteristiche
La sua lunghezza è di 830 metri con pendenza media del 20,84%. La stazione superiore della funicolare, sita in via Morghen, è raggiungibile anche tramite delle scale mobili, inaugurate il 17 ottobre 2002, dalla stazione Vanvitelli della linea 1 della metropolitana, dalla funicolare di Chiaia e dalla funicolare Centrale.
Gli orologi delle funicolari di Napoli, compresa quella di Montesanto, sono stati commissionati all'orologeria Brinkmann di Napoli. Tutti gli esemplari esistenti sono ancora gli originali, tranne quelli della funicolare di Chiaia che sono stati ricommissionati alla stessa orologeria al momento del ripristino delle stazioni nel 2003.

## Percorso
| Unknown route-map component "tKBHFa" |

| Unknown route-map component "tSPLa" |

| Unknown route-map component "tSPLe" |

| Unknown route-map component "tBHFe@g" |

| Unknown route-map component "hSTRae" |

| End station |

## Traffico
Nel 2023 la funicolare di Montesanto ha trasportato 3.620.000 passeggeri.

## Altre immagini

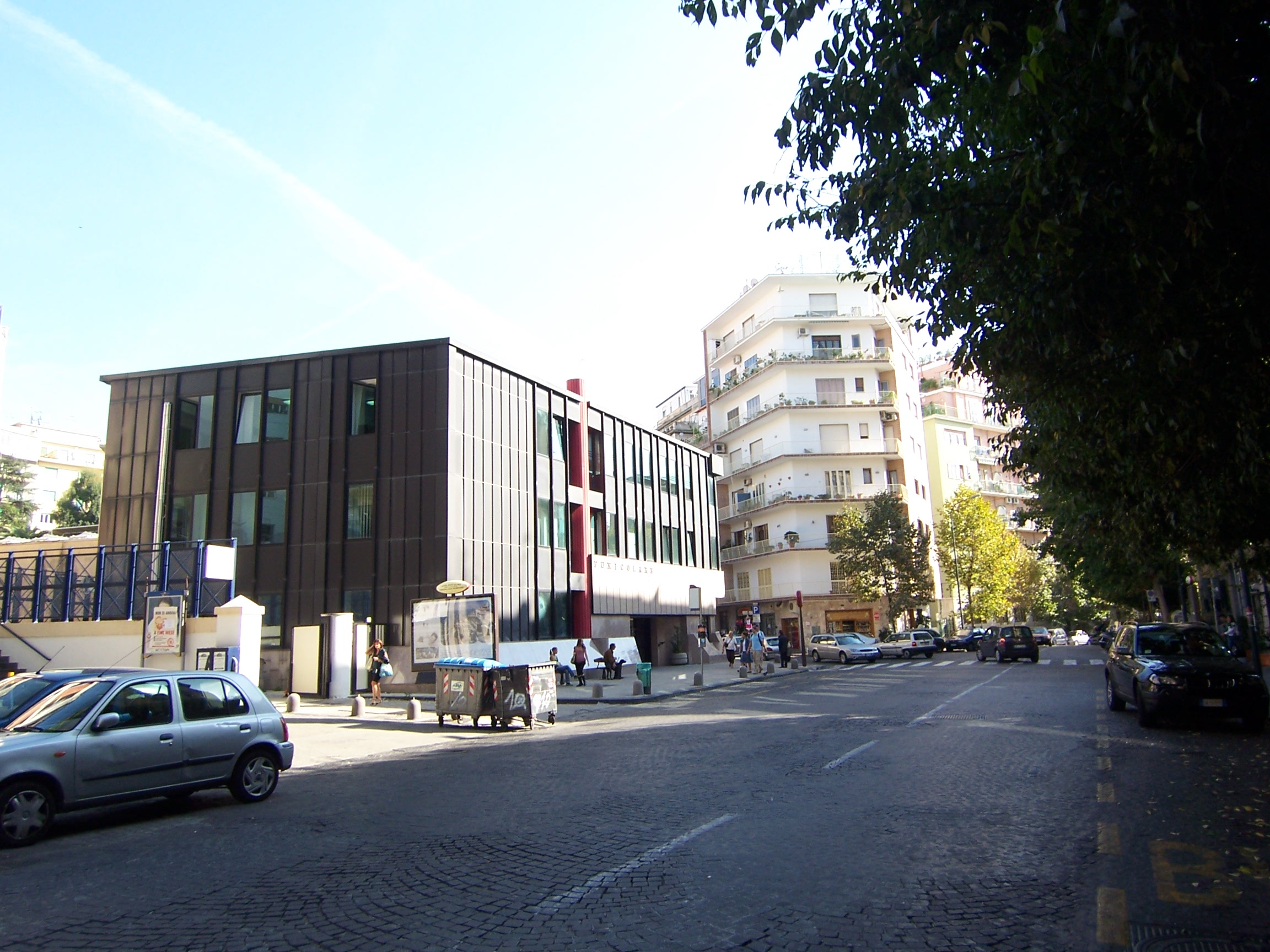
Stazione superiore della funicolare di Montesanto, in via Morghen
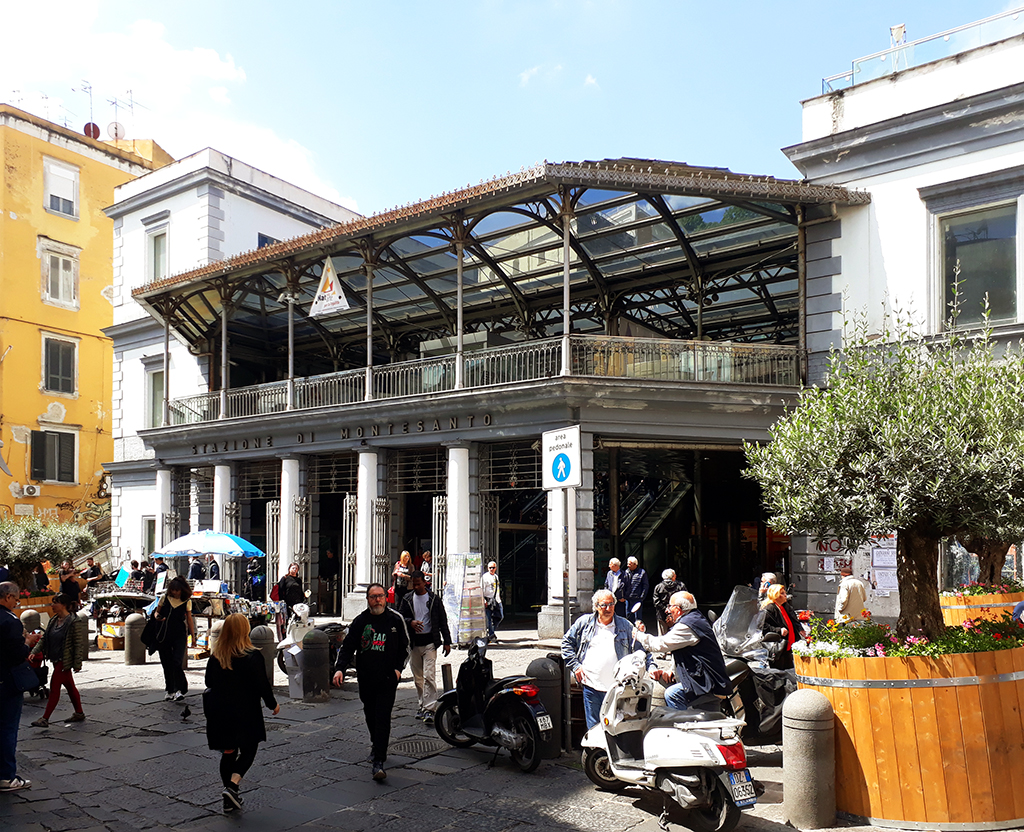
Stazione inferiore della funicolare di Montesanto, in piazza Montesanto
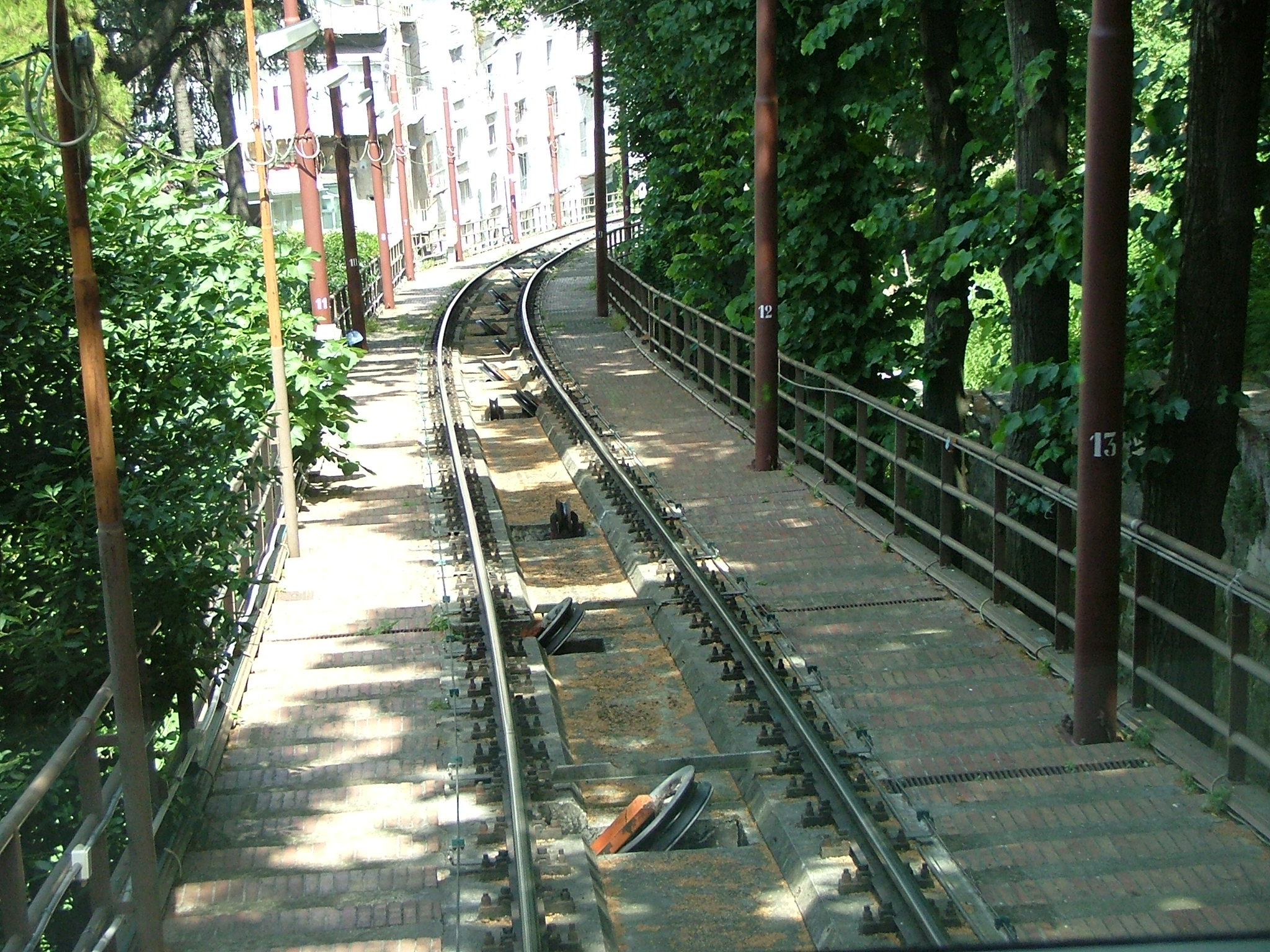
Binario della funicolare tra il Corso Vittorio Emanuele e Montesanto